# Historia Kijowa
Historia Kijowa – stolicy i największego miasta Ukrainy, sięga V wieku. Na przestrzeni wieków miasto przeżywało lata świetności, lecz kilkakrotnie stawało też na skraju całkowitego zniszczenia.

## Faktoria wikingów
Kijów został założony na początku V wieku jako placówka handlowa. Potem znany był jako Könugard, stanowiąc centrum wikińskiego handlu na Rusi na szlaku od Waregów do Greków. Był jednocześnie głównym składem daniny, ściąganej przez Waregów z plemion słowiańskich. Stąd Waregowie spławiali towary i niewolników szlakiem greckim w dół Dniepru na Morze Czarne. Według starej, zapisanej już w VIII wieku legendy, nazwa miasta wywodzi się od imienia pierwszego legendarnego miejscowego księcia – Kija. Naukowcy widzą w niej jednak raczej związek ze źródłosłowem: Kujaw związanym z Kuciem, co znajduje potwierdzenie w źródłach arabskich, nazywających Kijów: Kujawią lub Kujabem. Według Kroniki Nestora w 862 roku dwóch Waregów Askold i Dir z drużyny Ruryka udało się z Nowogrodu Wielkiego na południe i opanowali Kijów, rządząc w nim do 882 roku. Wtedy zostali najechani i zabici przez Waregów pod dowództwem władcy nowogrodzkiego Helgi, którego źródła ruskie nazwały Olegiem Mądrym. W ten sposób zostały zjednoczone dwa państwa Waregów, którego stolicą został Kijów. Dało to początek Rusi Kijowskiej.

## Stolica Rusi Kijowskiej
W 882 roku zdobyty przez Waregów pod dowództwem Olega Mądrego, który przeniósł do Kijowa swoją siedzibę z Nowogrodu Wielkiego. Przy okazji zaprzysiężenia układu z Bizancjum przez Igora Rurykowicza (Ingvara Rörekssona) w 945 roku, wspomniano o istnieniu w Kijowie świątyni św. Eliasza. W 988 lub 989 roku miał miejsce w Kijowie chrzest Włodzimierza I Wielkiego uznawany symbolicznie za chrzest Rusi. 14 sierpnia 1018 roku Bolesław I Chrobry zdobył Kijów podczas Wyprawy kijowskiej, osadzając na tronie Rusi swojego zięcia Światopełka Przeklętego i pozostał w nim przez kilka miesięcy. Po Światopełku władcą został Jarosław Mądry, który otoczył Kijów nowym wałem i wybudował Sobór św. Sofii oraz Złotą Bramę. W 1037 roku Kijów został siedzibą metropolii kościoła prawosławnego. W 1069 roku Kijów został zdobyty przez Bolesława II Śmiałego w celu osadzenia w nim na tronie Izjasława I, kosztem Wsiewołoda I.
W 1169 roku rolę Kijowa jako stolicy Rusi Kijowskiej przejął Włodzimierz nad Klaźmą, ponieważ tam postanowił rezydować wielki książę Andrzej Bogolubski. W 1228 roku zaczęto budować kościół św. Jacka i klasztor Dominikanów w Kijowie. W 1234 roku katolickim biskupem Kijowa (misyjnym biskupem dla Rusi) został Gerard. W tym czasie swój konwent rozbudowali w mieście dominikanie.

## Pod władzą Tatarów
6 grudnia 1240 miasto zostało zdobyte i całkowicie zniszczone przez wojska mongolskie Batu-chana (Zdobycie Kijowa (1240)). Zniszczono cerkiew Dziesięcinną i sobór św. Zofii, a większość mieszkańców wymordowano. Ocalał tylko Padół. Na zgliszczach rezydował namiestnik tatarski – baskak, od którego uzależniony był miejscowy ruski książę. Z powodu upadku miasta, ośrodek polityczny południowej Rusi przeniósł się do Księstwa halickiego, a od 1299 roku Kijów przestał mieć znaczenie jako siedziba religijna ponieważ do Włodzimierza nad Klaźmą przeprowadził się metropolita kijowski Maksym.

## W Wielkim Księstwie Litewskim

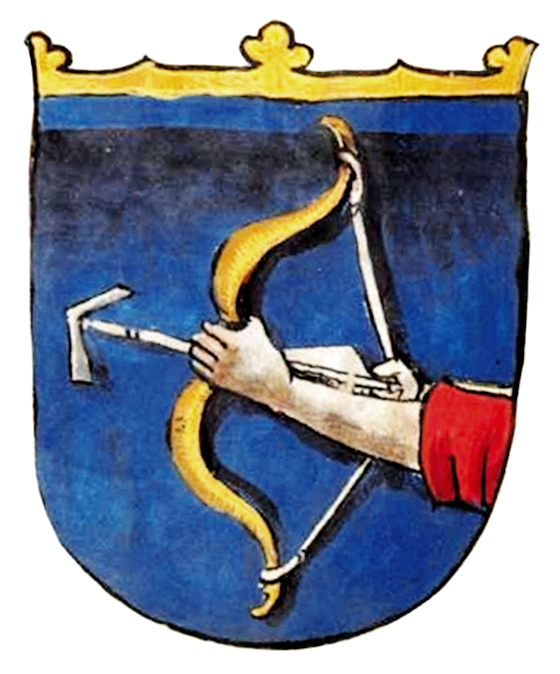
Herb Kijowa w 1480

Po bitwie nad Sinymi Wodami w 1363 książę litewski Olgierd Giedyminowicz wypędził Tatarów z Kijowa i włączył go do Wielkiego Księstwa Litewskiego, osadzając w nim swojego syna Włodzimierza. Litwini pierwszy drewniany zamek zbudowali na Górze Zamkowej w latach 1370–1380. Po 1387 roku do miasta wrócił zakon dominikanów, którzy rozpoczęli w dzielnicy Padół budowę katedry katolickiej. W 1394 Jagiełło usunął z Kijowa Włodzimierza Olgierdowicza, oddając władzę w mieście księciu Skirgielle. W 1399 roku Kijów był miejscem zbornym rycerstwa polskiego pod dowództwem Spytka z Melsztyna i Litwinów w wyprawie przeciwko Tatarom, zakończonej klęską w bitwie nad Worsklą. W 1412 roku Kijów stał się siedzibą katolickiego biskupstwa, a król Jagiełło ufundował drewnianą katedrę.
W roku 1416 miasto zdobyli tatarscy Kipczacy pod wodzą emira Edygeja, paląc miasto i dokonując rzezi Kijowian. W 1449 roku Tatarzy ponownie najechali Kijów. W 1471 roku Kijów stał się stolicą litewskiego województwa kijowskiego. W 1482 roku chan Mengli Girej uderzył na miasto, zdobył je, a ludność uprowadził w jasyr razem z wojewodą Iwanem Chodkiewiczem z rodziną i biskupem katolickim.
W 1492 roku król Polski Aleksander Jagiellończyk nadał miastu prawa magdeburskie. W 1535 roku horodniczy Iwan Służka rozbudował zamek w Kijowie. Położona poniżej dawnego miasta dzielnica Padół stała się w XVI wieku ludniejsza niż Wysokie Miasto i zachowała dominującą rolę gospodarczą aż do pożaru w 1811 roku. Padół został też ufortyfikowany i otrzymał swój odrębny herb.

## W Koronie Królestwa Polskiego

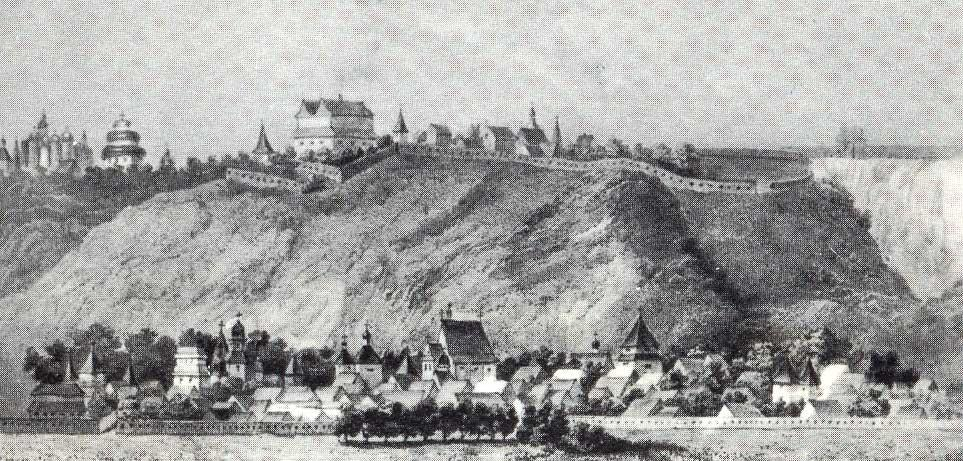
Padół i zamek w XVII w. (Abraham van Westerveld)

Miasto po unii lubelskiej (w 1569) roku zostało włączone do Korony Polskiej i stało się stolicą województwa kijowskiego w prowincji małopolskiej. Pierwsza lustracja dokonana przez władze polskie w 1570 roku wymieniła w raporcie, że drewniany zamek w Kijowie miał siedem baszt z 23 działami i na jego terenie był kościół i cerkiew, natomiast samo miasto nie posiadało rynku, cerkwie zniszczone, a około 5 tys. mieszkańców zamieszkujących 808 domów, "chaotycznie" rozmieszczonych. Reinhold Heidenstein wspominał, że ówczesne miasto nie leżało w okolicach Górnego Kijowa w okolicach Soboru św. Zofii, lecz nad Dnieprem w dzisiejszej dzielnicy Padół nad Dnieprem. W 1586 roku król Stefan Batory nakazał odbudować Górne Miasto i nadał mu prawa miasta królewskiego, w związku z czym namiestnik króla Mateusz Woroniecki dokonał pomiarów gruntu. W 1591 roku podczas powstania Krzysztofa Kosińskiego Kozacy bezskutecznie próbowali zdobyć Kijów. W 1604 roku biskup Wereszczyński założył jurydykę Biskupszczyzna na terenie od rzeczki Hłuboczycy (później Kanawa) do Dniepru i od Jeziora Jordańskiego do Szczekowicy i zameczku biskupiego na Kudriawcu. Konstytucja sejmu Rzeczypospolitej z 1607 postanowiła odbudować spalony zamek w Kijowie. W 1614 w dzielnicy Padół biskup Krzysztof Kazimierski rozpoczął budowę murowanej katolickiej Katedry św. Zofii. W 1618 roku unicki metropolita Antoni Grekowicz został utopiony w Dnieprze przez prawosławnych. W 1622 roku miasto w dzielnicy Padół było opasane częstokołem, basztami i fosą, liczba mieszkańców do tego czasu uległa podwojeniu i wynosiła ponad 10 tys. osób, a zamek opisano jako odbudowany. Beauplan pisał, że w tym czasie katolicy mieli na Padole cztery świątynie: katedrę św. Zofii, kościół Dominikanów w rynku pod wezwaniem św. Mikołaja, kościół Bernardynów oraz kościół Jezuitów. W 1630 roku w Kijowie przeprawiły się wojska koronne tłumiące Powstanie Fedorowicza. W 1631 roku Piotr Mohyła założył przy Ławrze Peczerskiej Kolegium Kijowskie o charakterze łacińsko-polskim, które w 1633 roku łącząc ze szkołą bracką przeniesiono na Padół, tworząc Kolegium Kijowsko-Mohylańskie. W 1646 roku odbyła się w Kijowie dysputa na temat pochodzenia Ducha Świętego pomiędzy jezuitą Mikołajem Ciechowskim a rektorem Kolegium Kijowsko-Mohylańskiego Innocentym Gizelem. Po wybuchu Powstania Chmielnickiego na początku czerwca 3-tysięczny oddział Kozaków bez walki zajął Kijów, lecz miasto zostało odzyskane przez szlachtę w lipcu przy pomocy metropolity prawosławnego Kossowa. W dniu 19 grudnia 1648 miasto zostało ponownie opanowane przez Kozaków (zniszczono wtedy m.in. Zamek w Kijowie), a w styczniu 1649 roku miasto zajęły główne siły Chmielnickiego. Po Ugodzie zborowskiej na zamek kijowski w dniu 6 listopada 1649 roku ponownie wjechał wojewoda Adam Kisiel.

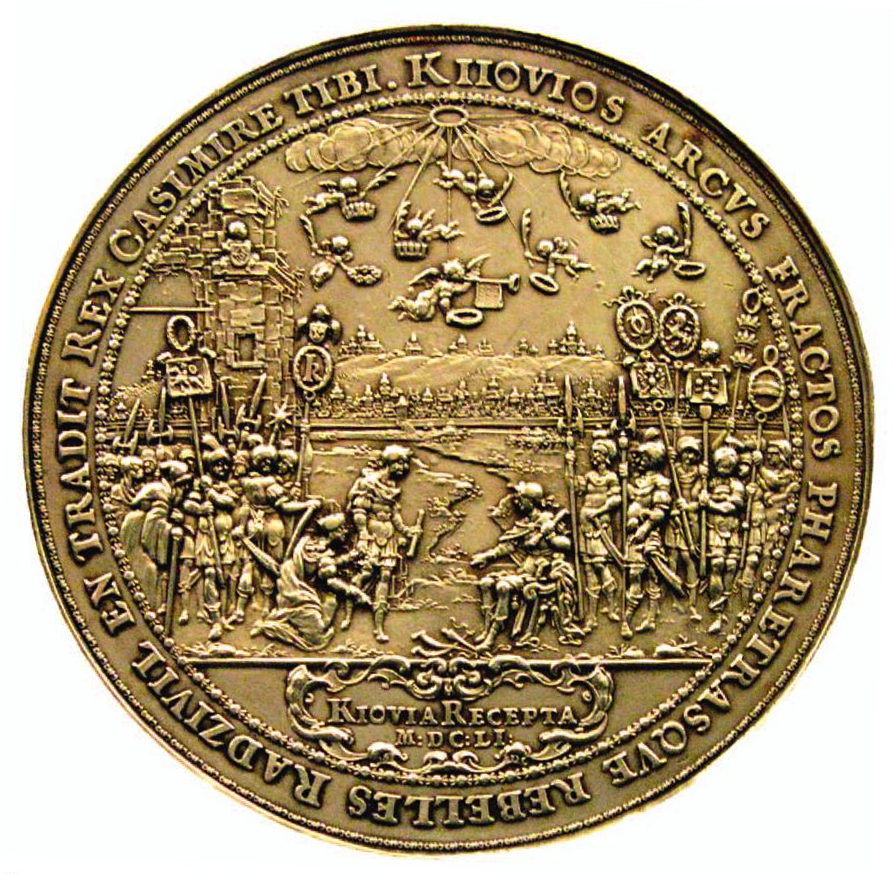
Medal wybity w 1651 z okazji odzyskania Kijowa przez Janusza Radziwiłła

Po przegranej przez Kozaków bitwie pod Łojowem pod miasto w dniu 3 sierpnia 1651 roku podeszły oddziały Janusza Radziwłła, który na czele 6 tys. żołnierzy rozpoczął przygotowania do ataku. Książę zamierzał przypuścić główne natarcie od strony soboru św. Zofii, obchodząc miasto od południa, gdyż z tej strony był najdogodniejszy dostęp do umocnień. Dwa oddziały miały wykonać pomocnicze ataki od północy, podchodząc pod Kijów od strony Wyszogrodu. Jazdę pod komendą Aleksandra Hilarego Połubińskiego i Teofila Schwarzhoffa (15 chorągwi) planowano wysłać brzegiem Dniepru, a piechota, którą dowodził Bogusław Przypkowski, miała podpłynąć rzeką pod same umocnienia, aby następnie przeprowadzić desant. Szturm nie był jednak konieczny, gdyż niespodziewanie w najbliższą noc załoga dowodzona przez Antona Żdanowicza zaczęła pospiesznie opuszczać miasto. Nie bez znaczenia była również presja wywierana na pułkownika przez mieszczan i duchownych. Następnego dnia hetman polny wjechał triumfalnie przez Złotą Bramę do Kijowa. Witany był uroczyście przez duchowieństwo prawosławne z metropolitą Sylwestrem Kossowem i archimandrytą pieczerskim Józefem Tryzną na czele oraz miejscowy magistrat, który wręczył księciu klucze do miasta oraz złożył przysięgę wierności królowi i Rzeczypospolitej. Wkrótce od południa pod Kijów zaczęły podchodzić 3 tys. siły kozackie wysłane przez Chmielnickiego, którymi dowodził Łukian Mozyria, jednak zostały one rozbite przez oddziały Połubińskiego. W tym samym dniu na skutek dywersji kozackiej pożar strawił Padół z ratuszem, klasztorem bernardynów i trzysta domów w Kijowie.

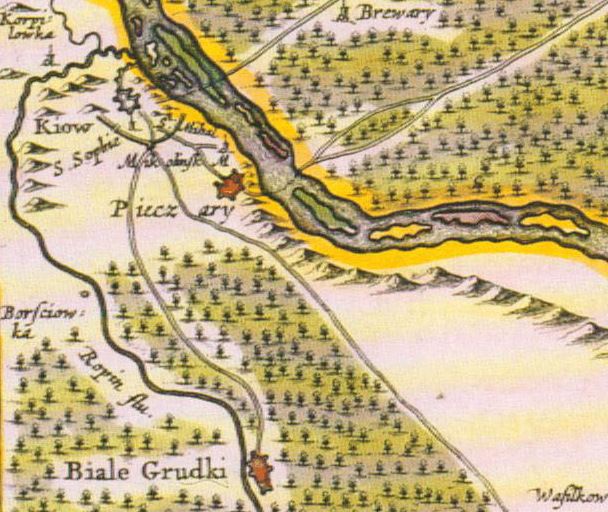
Kijów jako Kiow na holenderskiej mapie z 1663

Po Ugodzie z Białej Cerkwi w związku ze zniszczeniem miasta 20 marca 1652 roku król Jan Kazimierz wydał specjalny uniwersał, w którym zwolnił miasto na cztery lata z podatków i postojów wojska. Sytuacja zmieniła się po ugodzie perejasławskiej, w której Bohdan Chmielnicki oddał ówczesną lewobrzeżną Ukrainę i Kijów Carstwu Moskiewskiemu, po czym w styczniu 1654 roku bojar moskiewski Wasilij Wasiljewicz Buturlin wkroczył do Kijowa. Poczynania te doprowadziły do wojny IV wojny polsko-rosyjskiej zakończonej dopiero w 1667 roku. Rzeczpospolita de iure zrezygnowała z Kijowa na rzecz Carstwa w 1686 roku w Traktacie Grzymułtowskiego.
Z tego okresu zachowały się łacińskie nazwy miasta, które z biegiem lat zmieniały się m.in. Kiovie, Kiovia, Chiovia, Glovia, Kiow, Kioff urbs Poloniae in Ucrania.

## W Rosji i ZSRR
W sierpniu 1658 roku hetman kozacki Iwan Wyhowski próbował bezskutecznie odbić na Rosjanach miasto, ale atak odparł wojewoda moskiewski Wasyl Szeremietiew. W czasie walk miasto ponownie ucierpiało na skutek pożaru.
Na mocy rozejmu andruszowskiego w 1667 roku Rzeczpospolita przyznała na 2,5 roku prawa Rosji do Kijowa, jednak w 1686 roku na mocy traktatu Grzymułtowskiego miasto oficjalnie zostało przyznane Rosji, pomimo tego do końca I Rzeczypospolitej pozostała w Polsce część województwa kijowskiego, którego faktyczną stolicą (w związku z opanowaniem Kijowa przez Rosjan) był Żytomierz, nadal było nazywane od jego dawnej stolicy. Żaden z traktatów polsko-rosyjskich dotyczących Kijowa nie był nigdy ratyfikowany. Po 1677 roku gdy Turcja obległa Czehryń Kijów został na nowo ufortyfikowany. W XVIII i XIX wieku Kijów był ważnym węzłem komunikacyjnym i ośrodkiem wojskowym Rosji, podlegał z tego powodu intensywnej wymianie kulturowej między narodami słowiańskimi a innymi narodami zamieszkującymi Imperium Rosyjskie.

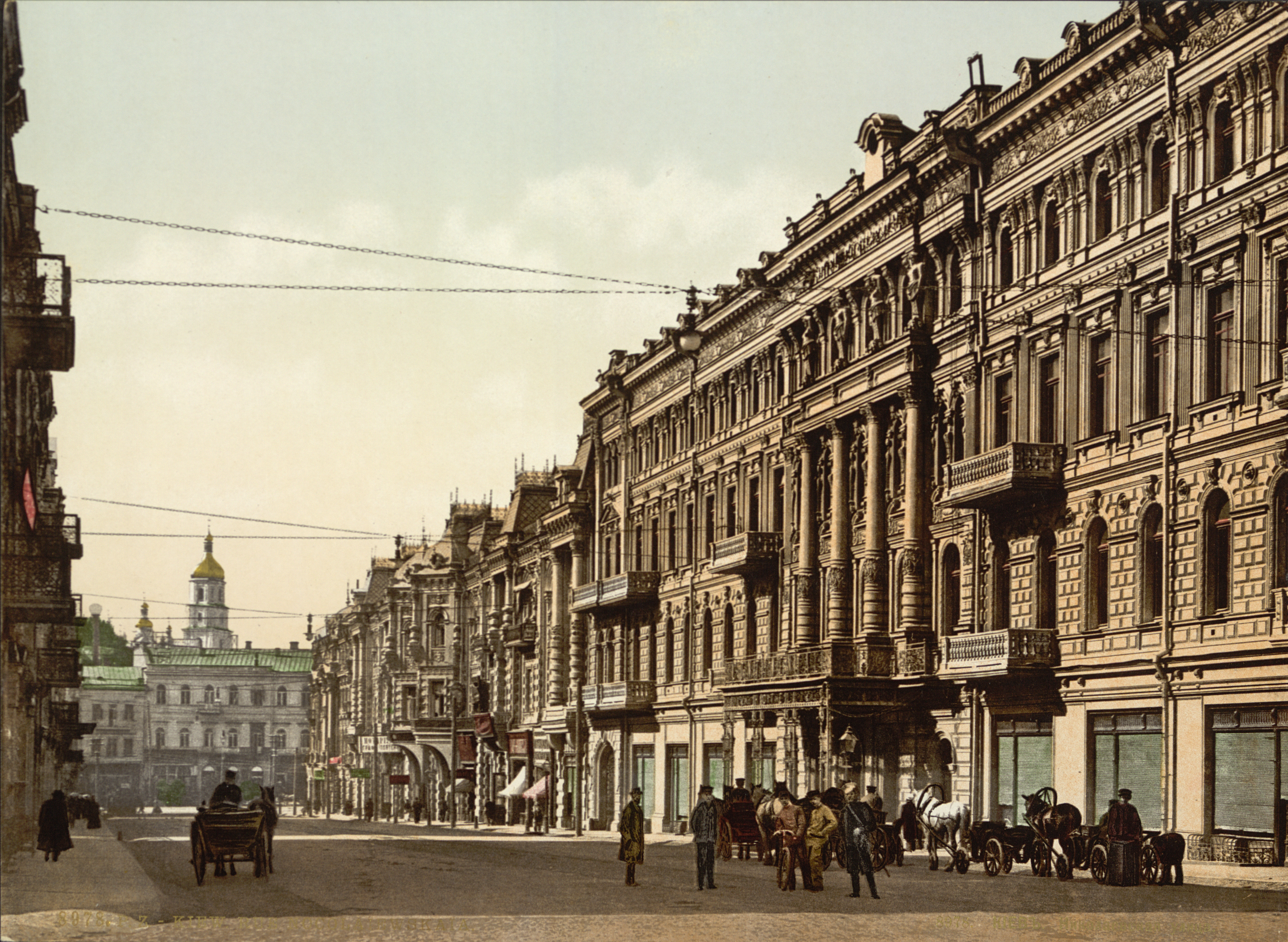
Kijów ok. 1900

W Kijowie podczas każdej z trzech fal pogromów antyżydowskich dochodziło do przemocy. Podczas pogromu w kwietniu 1881 napastnicy splądrowali około 1000 żydowskich domów i miejsc pracy. Doszło również do morderstw i gwałtów. W 1905, w następstwie rozruchów po ogłoszeniu przez cara Manifestu październikowego w dwudniowej fali przemocy zabito 47–100 Żydów, a ponad 300 zostało rannych. W październiku 1919, podczas wojny ukraińsko-radzieckiej i na fali pogromów antyżydowskich, białogwardziści rozpętali pogrom, w którym zamordowano 500–600 osób.

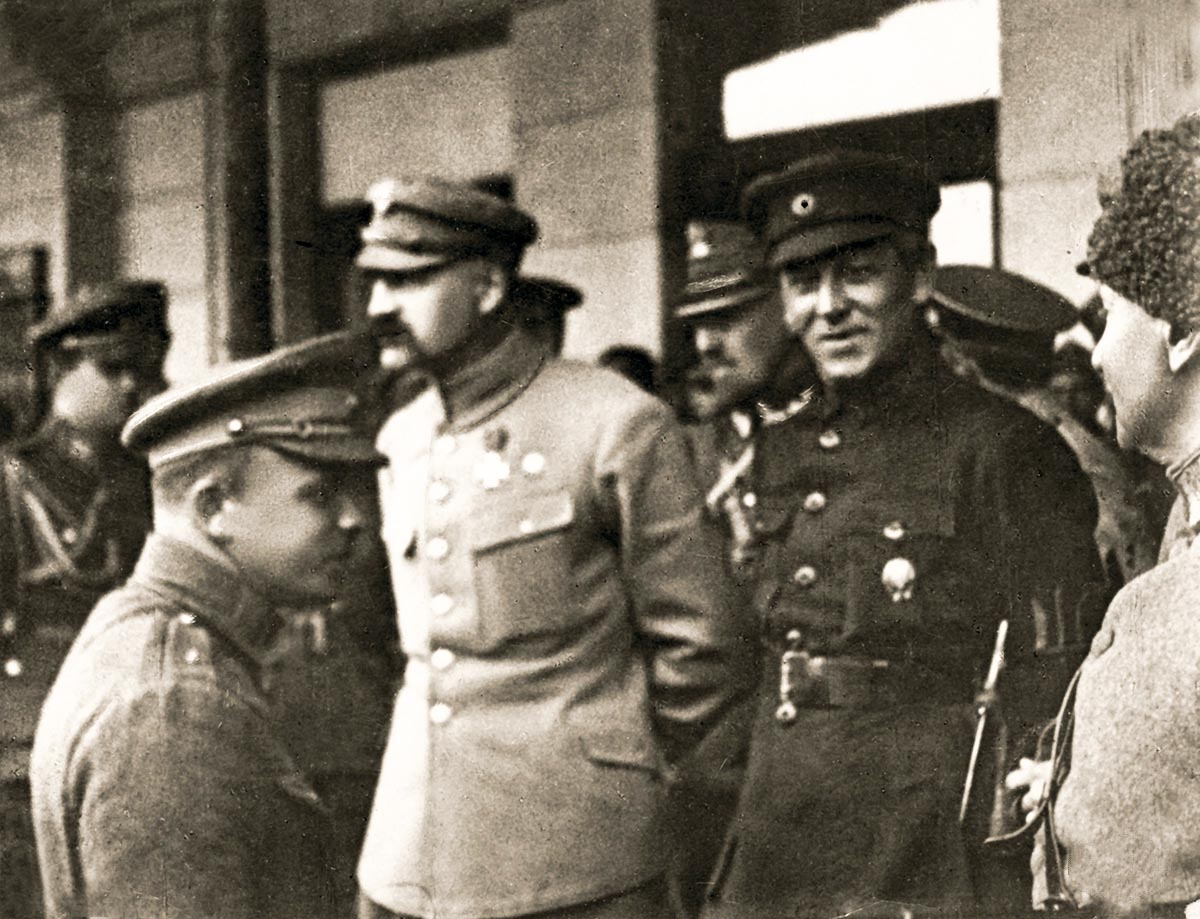
Piłsudski i Petlura w Kijowie w 1920

Na początku XX wieku większość w Kijowie stanowili Rosjanie. W 1918 w Kijowie ogłoszono stworzenie Ukraińskiej Republiki Ludowej i stoczone ciężkie boje z bolszewikami, w których brała udział 3. Armia Wojska Polskiego, która, w porozumieniu z atamanem Symonem Petlurą, wkroczyła do miasta 7 maja 1920 roku w czasie Wyprawy kijowskiej 1920 roku i pozostały w nim do 13 czerwca. Bolszewicy ostatecznie zdobyli miasto w 1920. W 1934 do Kijowa przeniesiona została z Charkowa stolica Ukraińskiej SRR. W latach 30. XX wieku władze komunistyczne zabiły w kijowskiej Bykowni około 150 tys. osób, a w 1940 roku zamordowano tam ok. 3500 polskich oficerów. We wrześniu 1941 miasto zdobyli Niemcy (bitwa o Kijów (1941)). Wkrótce zaczęły w nim wybuchać pozostawione w głównych budynkach i hotelach ładunki wybuchowe, zdalnie detonowane przez NKWD. W tym samym roku niemieccy hitlerowcy zamordowali ponad 100 tys. osób w Babim Jarze (Żydów, Ukraińców, Rosjan, Polaków). Niemcy stworzyli też obóz koncentracyjny Konzentrationslager Syrez. W dniu 5 listopada 1943 roku Armia Czerwona zdobyła Kijów (Bitwa o Kijów (1943)).
Po II wojnie światowej miasto zostało ważnym ośrodkiem przemysłowym i naukowym, od końca lat 50. było również głównym ośrodkiem ukraińskich dysydentów poza zachodnią Ukrainą. W 1986 roku zostało dotknięte konsekwencjami awarii elektrowni w Czarnobylu.

## W niepodległej Ukrainie

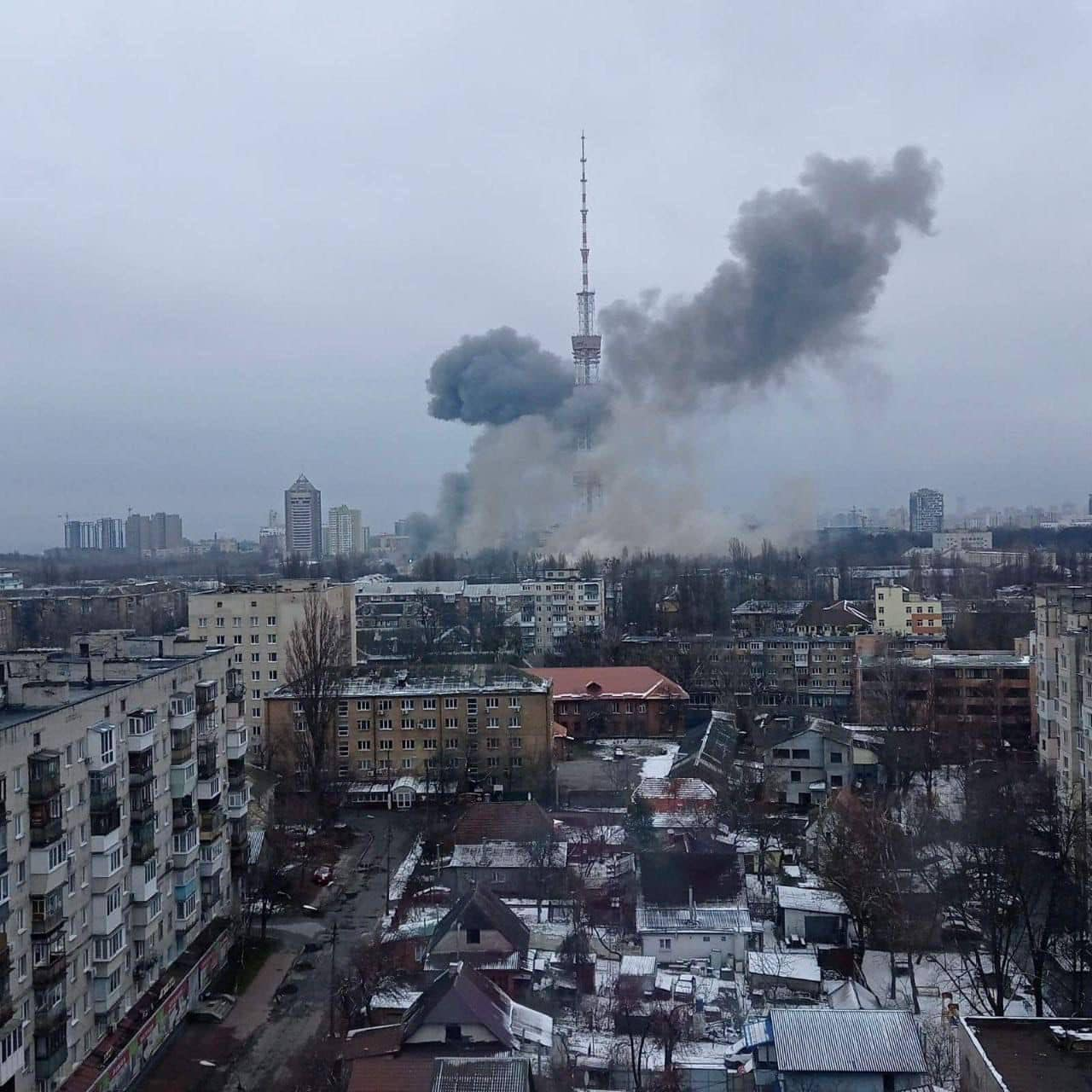
Bombardowanie Kijowa przez wojska rosyjskie w czasie bitwy o Kijów, luty 2022 r.

Od 1991 Kijów jest stolicą niepodległej Ukrainy. W tym też roku został siedzibą katolickiej diecezji kijowsko-żytomierskiej obrządku łacińskiego. Na przełomie 2004 i 2005 roku kijowski Plan Niepodległości był jednym z najważniejszych miejsc dla pomarańczowej rewolucji, zaś na przełomie 2013 i 2014 Euromajdanu.
W lutym 2022 Kijów stał się jednym z głównych celów ataku prowadzonego w ramach inwazji Rosji na Ukrainę. Między 25 lutego, a 2 kwietnia 2022 miała miejsce bitwa o Kijów, zakończona zwycięstwem wojsk ukraińskich.

## Polacy w Kijowie

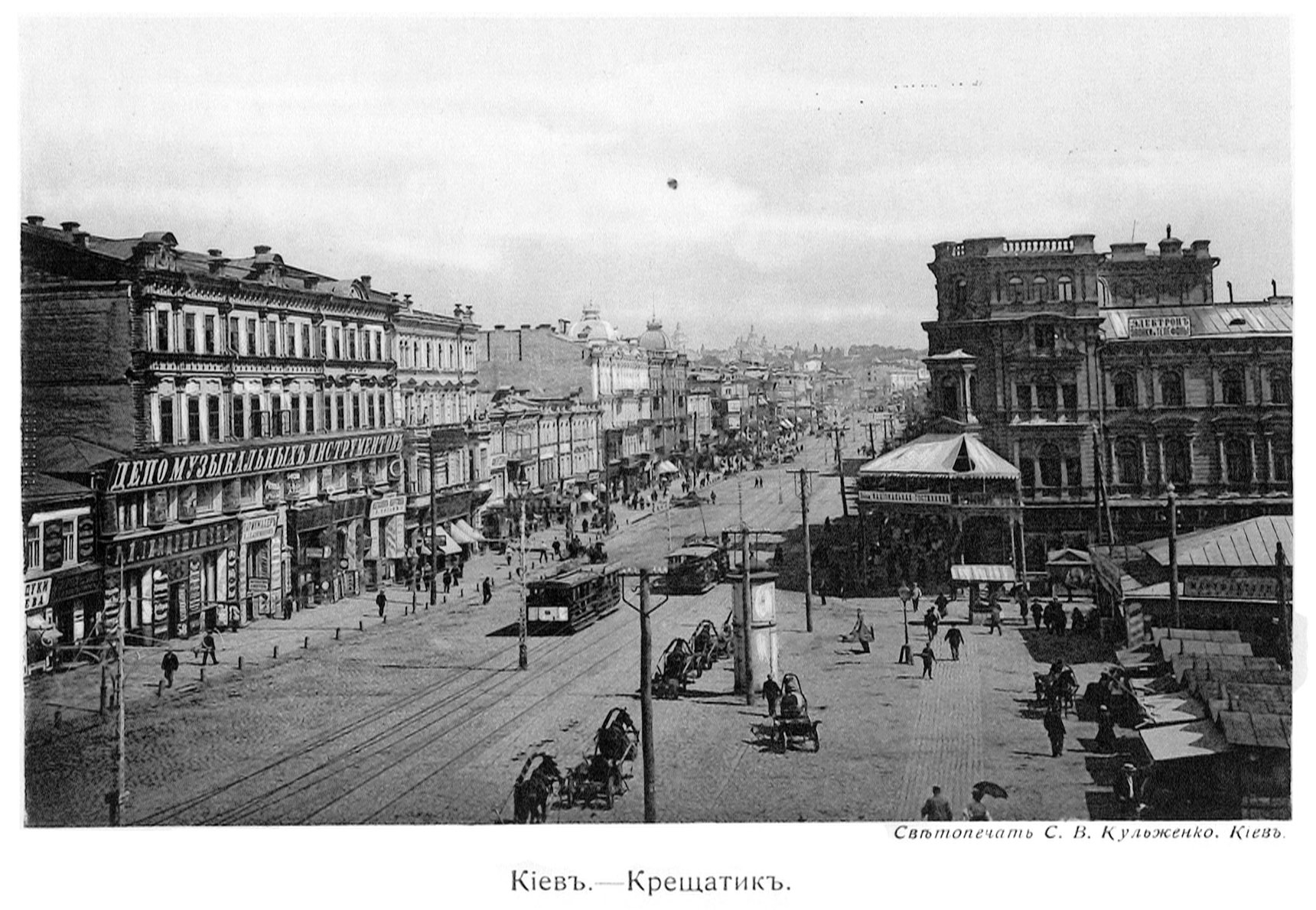
Ulica Kreszczatik ok. 1900

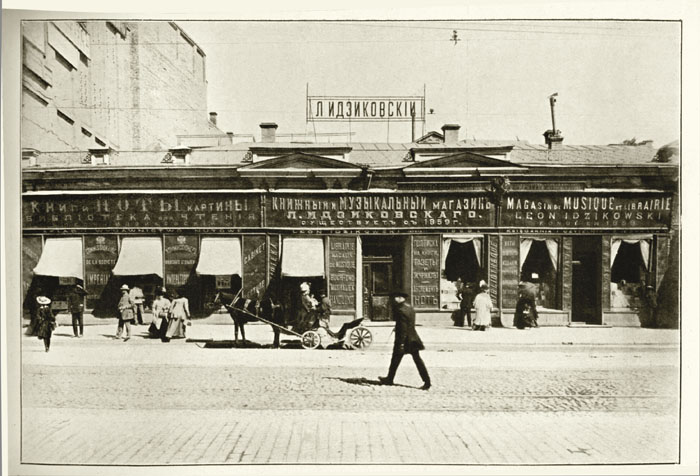
Księgarnia Leona Idzikowskiego ok. 1900

Do czasu odzyskania przez Polskę niepodległości w 1918 roku Kijów był jednym z najważniejszych ośrodków polskości na dawnych wschodnich ziemiach przedrozbiorowej Polski. W 1812 z inicjatywy Tadeusza Czackiego powstało Pierwsze Gimnazjum w Kijowie z polskim językiem wykładowym, który usunięto po upadku powstania listopadowego. Szkoła ta mieściła się w Pałacu Kłowskim. W 1817 roku rozpoczęto budowę polskiego kościoła pod wezwaniem św. Aleksandra. Polacy w Kijowie stanowili elitę społeczną i intelektualną. Na tutejszym uniwersytecie kadrę naukową i studencką początkowo (po upadku powstania styczniowego) tworzyli prawie wyłącznie Polacy (studenci i wykładowcy rusińscy i rosyjscy stanowili w tych latach zaledwie około 10% społeczności akademickiej), natomiast samo miasto Kijów w sensie kulturowym było w ponad połowie miastem polskim. W roku akademickim 1838/39 studenci polscy stanowili 62,5% ogółu studentów. Dzielnicę Łypki zamieszkiwała niemal wyłącznie arystokracja polska, obok rosyjskiej (tutaj znajdowały się posiadłości magnackie Potockich i Branickich), także na głównej ulicy Kreszczatik tętniło polskie życie społecznościowe (tutaj w 1920 wkroczyły polskie dywizje wojskowe, podczas tzw. wyprawy kijowskiej). Na tej głównej alei miasta mieściło się wiele prowadzonych przez Polaków nowoczesnych magazynów, renomowanych firm, banków, hoteli, zakładów rzemieślniczych. Podobnie było na sąsiednich ulicach: Funduklejewskiej, Luterańskiej, Puszkińskiej, Prorieznoj, Wielkiej Włodzimierskiej, Nikołajewskiej i innych. Życie teatralne opierało się niemal tylko na wędrownych polskich grupach teatralnych. W 1837 roku powstała w Kijowie tajna organizacja Związek Ludu Polskiego, która po roku działalności została zdekonspirowana w wyniku czego aresztowano 115 osób. W okresie Wiosny Ludów w Kijowie ukazywało się w latach 1846–1849 polskie pismo Gwiazda wydawane przez Jakuba Jurkiewicza. W 1857 roku powstała polska organizacja Związek Trojniacki, który z inicjatywy Stefana Bobrowskiego zorganizował niewielką drukarnię w Ławrze Peczerskiej. Centrum jednej z polskich dzielnic Kijowa była ulica Kościelna, przy której znajdował się katolicki kościół pw. św. Aleksandra, to tutaj odbyły się jedne z największych manifestacji w mieście młodzieży polskiej po masakrach w Warszawie w 1861 roku i w przeddzień wybuchu powstania w 1863. W 1861 roku powstała polska organizacja, którą zarządzał Komitet Kijowski (zwany też Centralnym Komitetem na Rusi) w skład którego wchodzili Izydor Kopernicki, Aleksander Jabłonowski, Antoni Chamiec i Antoni Jurewicz. Wystąpienie zbrojne w Kijowie podczas Powstania styczniowego rozpoczęło się w nocy z 8 na 9 maja 1863 roku poprzez wymarsz 300 osobowego oddziału studentów pod dowództwem Władysława Borowskiego, a następnie połączył się z oddziałem Władysława Rudnickiego. W pobliżu przebywał też 150 osobowy konny oddział Romualda Olszańskiego, który został zaatakowany przez Rosjan wieczorem 9 maja i rozbity, tracąc 40 zabitych i 68 jeńców. 15 maja pod Bułajem Rosjanie zniszczyli drugi oddział powstańczy. Po stłumieniu powstania w okolicach Kijowa Polaków osadzono w twierdzy w Peczersku, osadzając w baszcie Północnej około 1200 powstańców. W dniu 18 maja w Kosym Kaponierze twierdzy rozstrzelany został Adam Zieliński, w dniu 9 listopada Władysław Rakowski i Platon Krzyżanowski, a po kilku dniach Romuald Olszański i Adam Drużbacki, a wielu innych wysłano na katorgę na Syberię. Wkład społeczeństwa polskiego w życie miasta drastycznie był eliminowany po upadku powstania styczniowego.

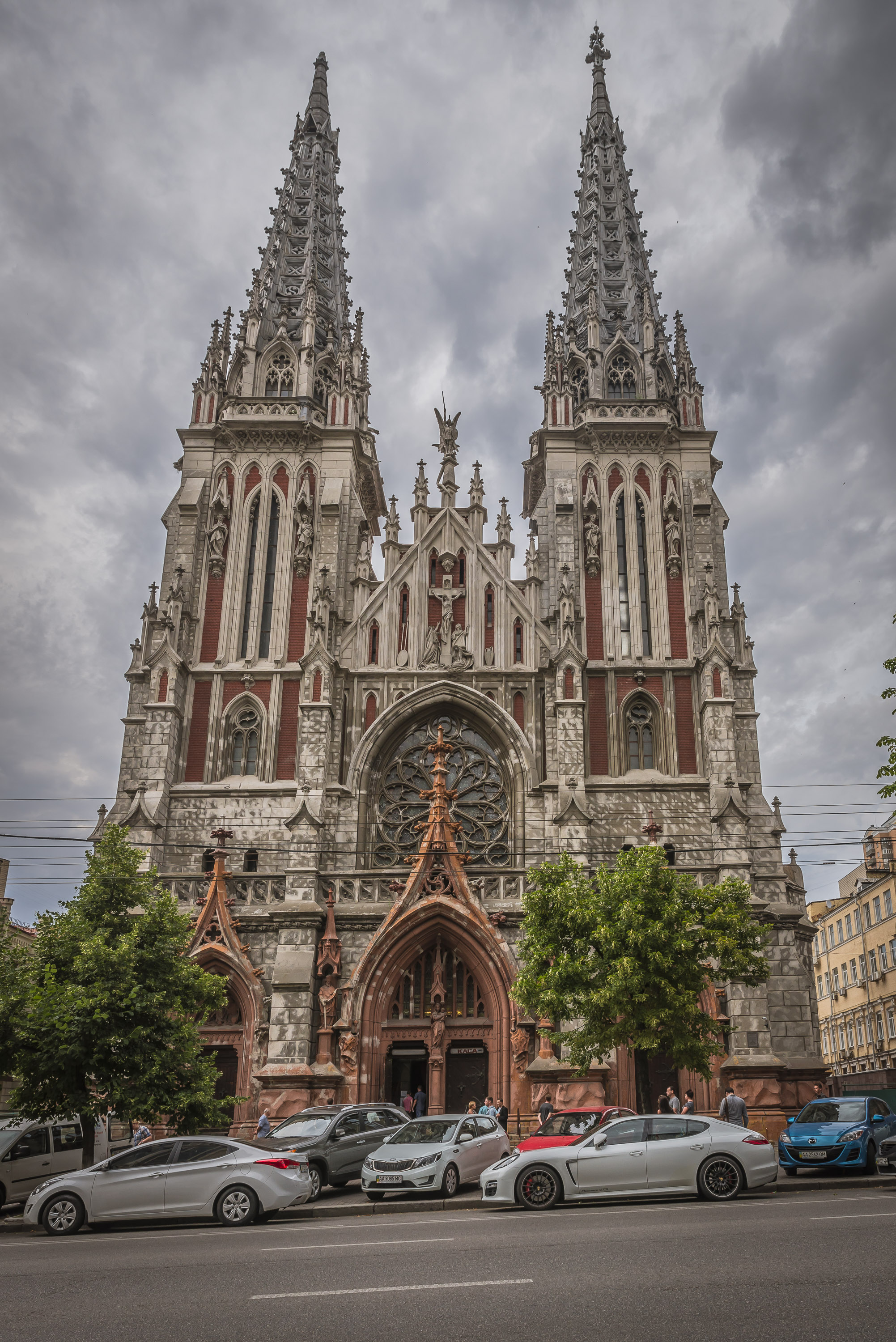
Kościół św. Mikołaja wzniesiony w l. 1899-1909 według projektu Władysława Horodeckiego

W 1884 roku powstała w Kijowie Korporacja Studentów Polaków ze Stanisławem Narutowiczem na czele. Na przełomie wieków XIX/XX rozpoczęła się budowa kolejnego kościoła katolickiego w mieście projektu polskiego arch. Władysława Horodeckiego – pw. św. Mikołaja (do lat 60. XIX wieku istniał również polski kościół w gmachu tutejszego uniwersytetu). W 1908 roku Józef Piłsudski założył w Kijowie Związek Walki Czynnej. W tym okresie, na przełomie wieków, żyło w Kijowie ponad 35 000 Polaków (1900 rok), liczba ta wzrosła prawie trzykrotnie do roku 1915 i osiągnęła ponad 100 000, co stanowiło 25% ówczesnej populacji Kijowa. Należeli oni do najbogatszych mieszkańców miasta, działało tutaj wiele filii i sklepów z Warszawy; na 142 cukrownie – 50% należało do polskich właścicieli. W mieście największą księgarnią i jednocześnie magazynem książkowym z biblioteką były słynne zabudowania na alei Kreszczatik Leona Idzikowskiego – księgarza i wydawcy, który wydał dużo ponad 100 tłumaczeń oryginalnych dzieł polskich, a jego zbiory liczyły setki tysięcy książek. Poza tym w Kijowie działało wiele polskich m.in. zakładów przemysłowych, szkół prywatnych, pracowniczych, gimnazjów, siedzib gazet, teatrów, sklepów i firm, a także wydawnictw codziennych (np. znana gazeta „Dziennik Kijowski”, której nakład wynosił średnio około 5.000 egzemplarzy; była prenumerowana zarówno w Kijowie i okolicy, jak również w Moskwie, Petersburgu i Warszawie). Na tutejszym Cmentarzu Bajkowym spoczywa wiele znanych i wybitnych polskich postaci związanych z Kijowem, a także polscy żołnierze polegli w 1920 podczas wojny polsko-rosyjskiej. Tak Józef Ignacy Kraszewski opisywał swoją podróż do Kijowa w II poł. XIX wieku:

Na ulicach... polski język słychać co chwila; we wszystkich magazynach, sklepach, hotelach, restauracjach...; księgarnie polskie są tu ogromne; teatr, chodź przyjechał w środku lata, interesy robił dobre; firm polskich mnóstwo...; dzięki pracy i roztropności, dzięki zamożności i solidarności, stanowimy żywioł poważny.

W latach 1916–1920 w Kijowie powstał polski teatr „Studya” na deskach którego wystąpili Jaracz i Osterwa i który mieścił się w pałacyku Gotowca przy ul. Uniwersyteckiej. W 1917 roku 556 przedstawicieli polskich organizacji na Ukrainie zebrało się na zjeździe, któremu przewodniczył Zdzisław Grocholski i który powołał wspólny polski samorząd pod nazwą Zgromadzenie Polskie oraz Polski Komitet Wykonawczy na Rusi, który sprawował pieczę nad 10 polskimi szkołami podstawowymi w Kijowie oraz zorganizował Wyższe Kursy Naukowe i Towarzystwo Naukowe z 718 słuchaczami. Ostatecznie polskość miasta zeszła na stanowisko marginalne po odzyskaniu przez Polskę niepodległości, kiedy to większość tutejszego polskiego życia inteligenckiego, kulturalnego i przemysłowego przeniosło się w odrodzone granice Polski. Obecnie w Kijowie mieszka zaledwie około 7.000 Polaków, których działalność narodowa koncentruje się w organizacjach takich jak „Dom Polski”, Związek Polaków na Ukrainie, Instytut Polski w Kijowie, Dziennik Kijowski, Narodowościowo-Kulturalne Stowarzyszenie Polaków „Zgoda”, Kijowskie Polskie Stowarzyszenie Kulturalno-Oświatowe im. A. Mickiewicza w Kijowie, Związek Polaków miasta Kijowa, Kijowskie Polskie Zgromadzenie Szlacheckie „Zgoda” im. Mariana Małowskiego, Kapelania Polska w Kijowie.